# Foundling Hospital

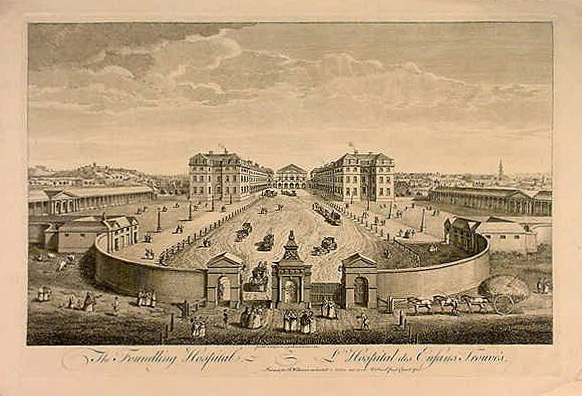
El Foundling Hospital. La construcción ya fue demolida.

El Foundling Hospital (en español, “Hospital de Niños Expósitos”) de Londres (Inglaterra), fue fundado en 1739 por el capitán de barco y filántropo Thomas Coram. Se estableció como un hogar de niños para la "educación y el mantenimiento de las personas en riesgo y niños pequeños." En esa época, la palabra "Hospital" era utilizada en un sentido más amplio a como se la interpreta hoy, y simplemente indicaba una "institución de acogida" para los menos afortunados.

## Los comienzos
Los primeros niños fueron admitidos en el “Hospital de Niños Expósitos” el 25 de marzo de 1741, en una casa situada temporalmente en Hatton Garden. Al principio, no se hacían preguntas sobre el nombre del niño o sus padres, sino que el padre ponía alguna especie de símbolo distintivo o marca sobre el niño, para distinguirlo. Estos símbolos eran a menudo, monedas marcadas, baratijas, piezas de algodón o de cinta, o versos escritos en trozos de papel. En el caso de que hubieran dejado ropa, esta era cuidadosamente registrada. 
Una típica forma de registrar el ingreso de los niños era: “Con un papel en el pecho, y el color del cabello”. Como las solicitudes de ingreso fueron demasiado numerosas, se adoptó un sistema de sorteo por medio de bolas de color rojo, blanco y negro. Rara vez se aceptaban niños mayores de doce meses de edad. 
Al recibirlos, los niños eran enviados a nodrizas en el campo, donde permanecían hasta los cuatro o cinco años de edad. A los dieciséis años las niñas, por lo general eran aprendices como empleadas de la limpieza, por cuatro años. Y los niños, a los catorce años, se convertían en aprendices de diversos tipos de oficios durante unos siete años. También existía un pequeño fondo de asistencia para adultos. 
En septiembre de 1742, fue colocada la piedra angular del nuevo hospital, en la zona conocida como Bloomsbury, situadas al norte de la calle Great Ormond y al oeste de Gray's Inn Lane. El hospital fue diseñado por Theodore Jacobsen como un edificio de ladrillos, plano, con dos alas y una capilla, construido alrededor de un patio abierto. El ala oeste se terminó en octubre de 1745. Y el ala oriental fue añadida en 1752, “con el objetivo de que las niñas puedan ser separadas de los muchachos". El nuevo hospital fue descrito como "el monumento más imponente construido por la benevolencia del siglo XVIII" y se convirtió en uno de los lugares de caridad más populares de Londres. 
En 1756, la Cámara de los Comunes del Reino Unido llegó a una resolución en la que todos los niños debían ser recibidos, y que además deberían nombrarse lugares de acogida en todo el país, y que los fondos debían ser públicos y garantizados. 
En consecuencia, se colgaba fuera del hospital una canasta para los donativos, la edad máxima de admisión fue aumentando con el tiempo de dos a doce meses de edad, y una inundación de niños llegó desde todos los hospicios del país. En menos de cuatro años 14.934 niños fueron recibidos, y un vil comercio creció entre vagabundos, que a veces se conocía como "Coram Men", con la promesa de llevar a los niños del país al hospital, empresa que a menudo no era realizada o se realizaba con gran crueldad. De estos 15,000 niños solo 4,400 sobrevivieron hasta llegar a la edad de aprendices. El gasto total fue de alrededor de £ 500.000, lo que alarmó a la Cámara de los Comunes. Después de descartar un inútil proyecto de ley, que proponía recaudar los fondos necesarios de los honorarios por medio de un sistema parroquial general de registro, llegaron a la conclusión de que la admisión indiscriminada de niños debía interrumpirse. El hospital, quedó con todos sus gastos a la deriva, siendo así abandonado a su suerte y sostenido con sus propios recursos, por lo que debieron adoptar un sistema de recepción de niños, por medio de considerables sumas de dinero de hasta £ 100, que a veces llegaba a ser reclamado por el padre. Este procedimiento fue finalmente detenido en 1801, y de ahí en adelante se convirtió en una norma fundamental que no se recibiera más dinero. 
El comité de investigaciones del Hospital solo recibía niños provenientes de madres de buena fe, y que además pudieran demostrar que habían sido abandonadas por sus maridos y que al momento de recibir al niño, la madre probablemente sería reemplazada con el motivo de ofrecerle al niño una vida más honesta.
En ese momento, se acarreaba con un profundo estigma de ilegitimidad, no solo para la madre, sino también para el niño. Todos los niños del Hospital de Niños Expósitos eran provenientes de mujeres solteras, y en la mayoría de los casos también eran primerizos. El principio, fue en realidad, el previsto por Henry Fielding en La historia de Tom Jones, un expósito comentando : "muy cierto, me temo, es que muchas mujeres se han abandonado, y se han hundido hasta el último grado del vicio, es decir la prostitución por la imposibilidad de recuperar su primera oportunidad."
Hubo algunos incidentes desafortunados, como el caso de Elizabeth Brownrigg (1720-1767), la muy severa partera de Fetters Lane, que azotaba sin misericordia y practicaba otros tipos de maltrato físico a aprendices de servicio doméstico. Como fue el caso de María Clifford, que debido al abandono y a sus heridas infectadas, finalmente falleció. Después de una investigación por parte de las autoridades del Hospital de Niños Expósitos, Brownrigg fue declarada culpable de asesinato y condenada a la horca en Tyburn. 
Posteriormente, el Hospital de Niños Expósitos instituyó una investigación más a fondo de sus maestros y el trato con sus aprendices.

## Música y Arte
El servicio musical, que originalmente solo era cantado por niños ciegos, fue puesto de moda gracias a la generosidad de George Frideric Handel, que frecuentemente realizaba allí la obra El Mesías, y que legó al hospital una copia en limpio de las partituras de sus más grandes oratorias. La participación de Handel comenzó el 1 de mayo de 1750, cuando dirigió una representación de El Mesías, para la inauguración del órgano de tubos para la capilla del Hospital. Esa primera actuación fue un gran éxito y Handel fue elegido como “Gobernador del hospital”, cargo que aceptó al día siguiente. En 1774, el Dr. Charles Burney y un señor llamado Giardini hicieron un intento infructuoso de reformar el hospital en una escuela de música pública, a imitación de la Ospedale della Pietà en Venecia, Italia. En 1847, sin embargo, se inició una banda juvenil con resultados exitosos. Los efectos educativos de la música en los jóvenes fueron vistos con mucho agrado, y el hospital suministró a muchos de los mejores músicos de la Banda Militar del ejército y la Marina.

### Arte
La rápida conexión entre el hospital y los pintores destacados de la era del reinado de George II de Gran Bretaña fue de mucho interés. Las exposiciones de cuadros y grabados en el Hospital de Niños Expósitos, que fueron organizadas por la Sociedad Dilettante, condujo a la formación de la Real Academia en 1768. 
William Hogarth, que no tenía hijos, tenía una larga relación con el Hospital y fue uno de los gobernadores desde su fundación. Él diseñó los uniformes de los niños y el escudo de armas, y él y su esposa Jane, fomentaron a los niños expósitos. Hogarth también decidió crear exposiciones permanentes de arte en los nuevos edificios, comisionando a otros artistas la producción de obras para el hospital. De hecho, varios artistas contemporáneos ingleses, decoraron las paredes del hospital con sus obras, incluyendo Joshua Reynolds, Thomas Gainsborough, Richard Wilson y Francis Hayman. 
Hogarth pintó un retrato de Thomas Coram para el hospital. También donó su "Moisés llevado ante la hija del Faraón". La pintura "Marcha de la Guardia de Finchley" también fue obtenida por el hospital después de que Hogarth donara varios boletos de lotería para la venta de sus obras, y el hospital los hubiera ganado. Otra pieza notable es el busto de Handel, de Louis-François Roubiliac. Originalmente, el altar de la capilla era una pieza de la "Adoración de los Magos" realizada por Casali, pero los gobernadores lo consideraron demasiado Católico para un Hospital perteneciente a la Iglesia Anglicana de Inglaterra, por lo que fue sustituido por un cuadro del Niño Jesús, pintado por Benjamin West, en la presentación de un niño pequeño. 
El hospital también era dueño de varias pinturas que ilustraban la vida de la institución, realizados por Emma Brownlow, hija del administrador del hospital. La colección de arte del Hospicio puede encontrarse hoy en día en el Museo Foundling.

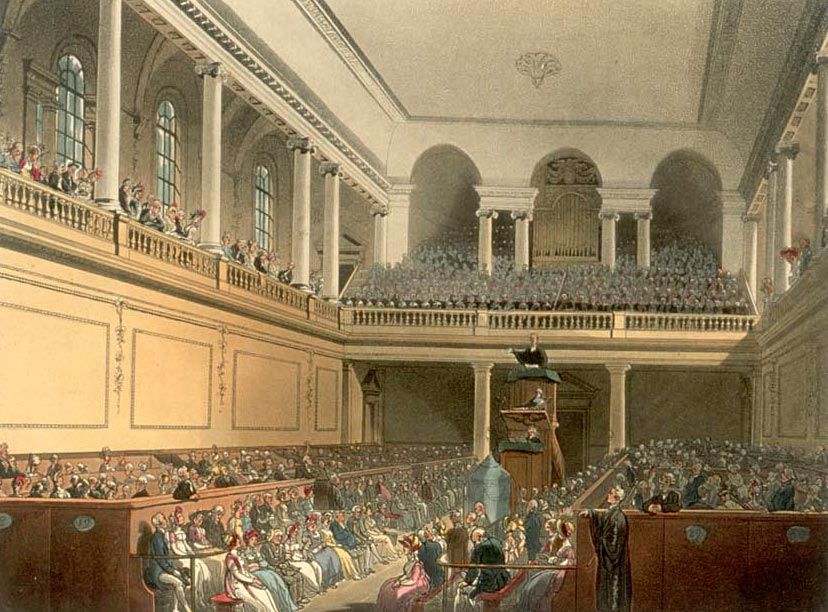
Esquema de la Capilla por Thomas Rowlandsony Augustus Charles Pugin para los arquitectos de Microcosm of London (1808-11).

## Reubicación
En la década de 1920, el Hospital decidió mudarse a un lugar más saludable en el campo. Hubo una propuesta para convertir los edificios del Hospital en una universidad, pero nunca se concretaron, y se vendió a un desarrollador de bienes raíces llamado James White en 1926. Él tenía la esperanza de transferir el Jardín Covent del mercado al lugar, pero los residentes locales se opusieron con éxito a ese plan. 
Sin embargo, el edificio original del Hospital fue demolido. Los niños fueron trasladados a un antiguo convento en Redhill, Surrey, y posteriormente, en 1935, al edificio nuevo del Hospital de Niños Expósitos en Berkhamsted, Hertfordshire. 
Cuando, en la década de 1950, la ley británica se alejó de la institucionalización de los niños huérfanos o abandonados hacia una solución más orientada a la familia, como la adopción y el cuidado bajo palabra, el Hospital de Niños Expósitos suspendió la mayoría de sus operaciones. Los edificios de Berkhamsted se vendieron al Consejo del Condado de Hertfordshire para ser reutilizados como una escuela y el Hospital de Niños Expósitos cambió su nombre al de Fundación para los niños Thomas Coram y en la actualidad utiliza el nombre de trabajo “Coram”.

## Hoy en día

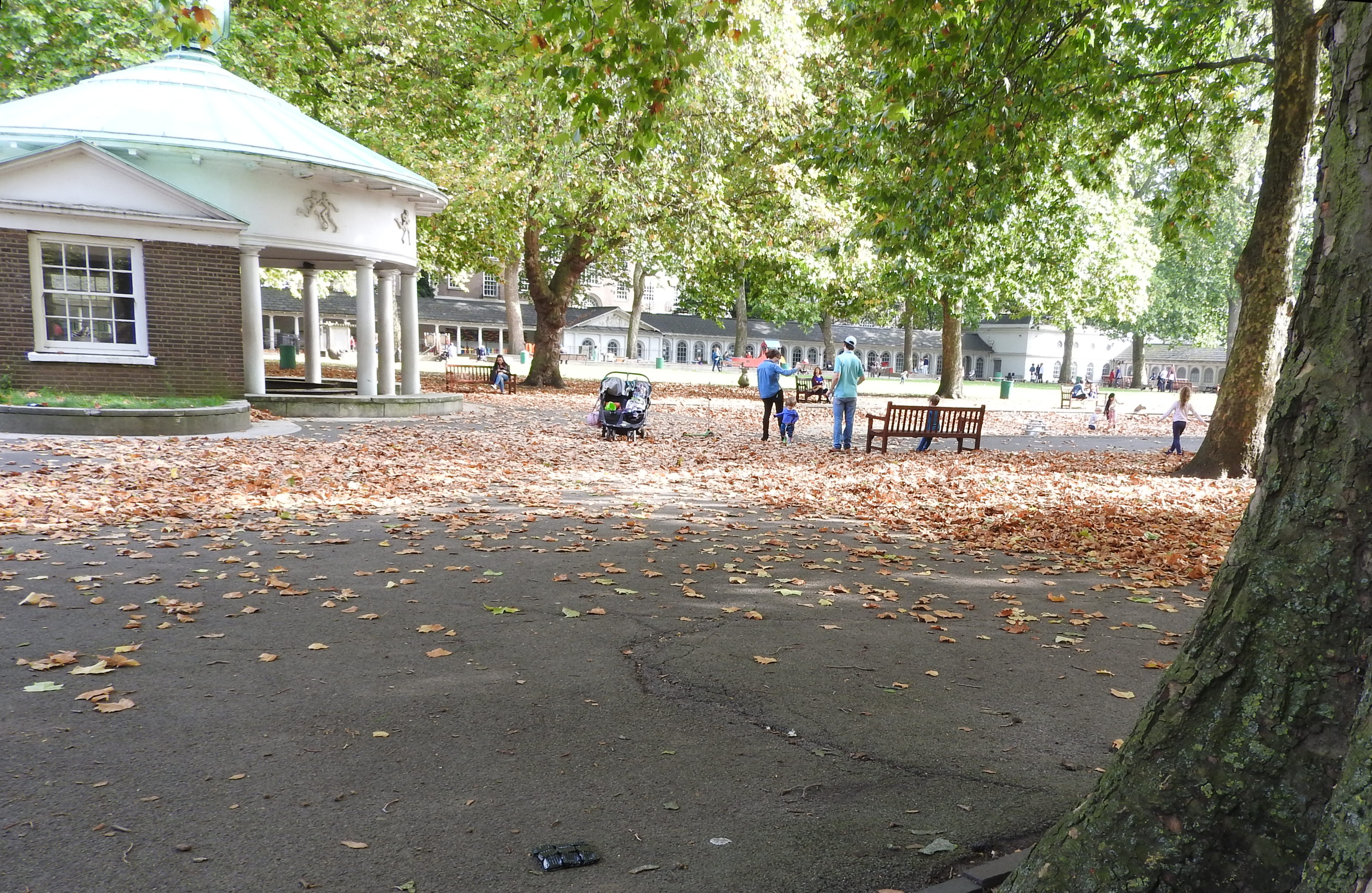
Autumn 2017 in Coram Fields.

El Hospital de Niños Expósitos todavía mantiene su legado en el sitio original de su fundación. Siete hectáreas (28.000 m²) del predio fueron adquiridas para ser usadas a modo de parque infantil para los niños, con el apoyo financiero del titular de periódico Lord Rothermere. Esta zona es a menudo utilizada por niños que están alojados como pacientes en el cercano Hospital de la Calle Great Ormond, y es propiedad de una organización de beneficencia independiente llamada los Campos de Coram. 
El Hospital de Niños Expósitos recuperó 2,5 acres (10.000 m²) de tierra en 1937 y construyó una nueva sede y un centro infantil en el sitio. Aunque más pequeño, el edificio mantiene un estilo similar al original, ya que varios aspectos importantes de la arquitectura interior del Hospital original se recrearon nuevamente. En la actualidad el edificio alberga el Museo Foundling, una organización independiente de beneficencia independiente, donde puede encontrarse una gran colección de arte.
La caridad original todavía existe como una de las organizaciones de caridad para niños más grandes de Londres, la  Fundación para niños Thomas Coram 
(usando ahora el nombre de trabajo Coram), opera en los edificios adyacentes, construidos en la década de 1950.